# Піщанське (Мелітопольський район)
Піщанське — село в Україні, в Мелітопольському районі Запорізької області. Входить до складу Новенської селищної громади. 
Населення — 58 осіб. Утворене в липні 2012 року, є наймолодшим селом Мелітопольського району.

## Історія
Населений пункт з'явився приблизно у 1982 році як радгосп «Піщанський», що пізніше перетворився на відділення лісорозплідника та частину радгоспу «Садовий».
У 2011 році рада мешканців поселення ухвалила клопотання на адресу Верховної Ради України про присвоєння населеному пункту назви Піщанське. 5 липня 2012 року комісія ВР задовольнила клопотання і Піщанське отримало статус села.
До 2019 року належало до Новенської сільської ради.

## Інфраструктура
У селі дві вулиці та 25 дворів. Воно електрифіковане, газифіковане, до нього підведений водопровод.